# Malaltia del sistema nerviós central
Les malalties del sistema nerviós central, també conegudes com a trastorns del sistema nerviós central, són un grup de trastorns neurològics que afecten l'estructura o la funció de l'encèfal o la medul·la espinal, que col·lectivament formen el sistema nerviós central (SNC). Aquests trastorns poden ser causats per coses com ara infeccions, lesions, coàguls de sang, degeneració relacionada amb l'edat, càncer, disfunció autoimmunitària i defectes de naixement. Els símptomes varien molt, igual que els tractaments.
Els tumors del sistema nerviós central són les formes més comunes de càncer pediàtric. Els tumors cerebrals són els més freqüents i tenen la mortalitat més alta.
Alguns trastorns, com ara l'addicció a substàncies, l'autisme i el TDAH, es poden considerar com trastorns del SNC.

## Causes

### Traumatismes
Qualsevol tipus de traumatisme cranioencefàlic (TCE) o de la medul·la espinal pot provocar un ampli espectre de discapacitats en una persona.

### Degeneració
Els trastorns neurodegeneratius impliquen una pèrdua de funció:
- Una pressió sobre la medul·la espinal i els nervis pot estar associada amb l'hèrnia o el desplaçament del disc.
- La degeneració cerebral també provoca malalties com la Alzheimer, Parkinson i Huntington.

### Defectes estructurals
Els defectes estructurals comuns inclouen defectes de naixement, com l'anencefàlia, els trastorns de la migració neuronal o l'espina bífida.

### Trastorns autoimmunitaris
Algunes malalties autoimmunitàries poden afectar el SNC com, per exemple, l'esclerosi múltiple, la síndrome de Guillain-Barré o l'encefalopatia de Hashimoto.

### Ictus
Un ictus és una interrupció del subministrament de sang a l'encèfal. Això pot passar quan un vas sanguini està bloquejat per un coàgul de sang (una trombosi) o quan un vas sanguini es trenca (una hemorràgia), provocant que la sang vagi a l'encèfal. Si l'encèfal no pot obtenir suficient oxigen i sang, les cèl·lules del cervell poden morir, provocant danys permanents.